# 최우혁 (1993년)
최우혁(1993년 6월 11일 ~ )은 대한민국의 배우이다.

## 학력
- 동국대학교 연극학과

## 드라마
- 2018년 MBN 수요드라마 《연남동 539》 - 구태영 역
- 2019년 tvN 수목드라마 《악마가 너의 이름을 부를 때》 - 젊은 이충렬 역 (김형묵 아역)
- 2020년 tvN 주말드라마 《화양연화 - 삶이 꽃이 되는 순간》 - 세휘 역
- 2023년 KBS1 일일드라마 《우당탕탕 패밀리》 - 신민국 역

### 뮤지컬
- 《엘리자벳》 - 황태자 루돌프 역
- 《다윈영의 악의 기원》 - 다윈 역
- 《번지점프를 하다》 - 현빈 역
- 《명성황후》 - 홍계훈 역
- 《금강, 1894》 - 신하늬 역
- 《벤허》 - 메셀라 역
- 《밑바닥에서》 - 페페르 역
- 《올슉업》 - 엘비스 역
- 《프랑켄슈타인》 - 앙리 뒤프레 역

### 연극
- 《아마데우스》 - 모차르트 역
- 《올드 위키드 송》 - 스티브 호프만 역

### 방송
- 《팬텀싱어 2》 (2017년, JTBC)

## 수상
- 2016년 SACA 최고의 뮤지컬 배우 남우신인상